# Henry Oswald de Villiers
Pour les articles homonymes, voir de Villiers.
Pas d'image ? Cliquez ici

a Compétitions nationales et continentales officielles uniquement.

b Matchs officiels uniquement.
Henry Oswald « HO » de Villiers (1945-2022) est un joueur international sud-africain de rugby à XV.

## Biographie
Henry Oswald de Villiers naît à Johannesbourg, le 10 mars 1945. Il fait ses études au Dale College (en) de King William's Town. Après l'école, il déménage dans la province de l'Ouest pour faire sa formation militaire. En 1965, il rejoint l'équipe de l'université du Cap et est rapidement sélectionné dans l'équipe première des Ikey Tigers (en). Il fait également ses débuts dans l'équipe de la Western Province en 1965.
Il a joué quatorze test-matchs pour les Springboks. Il y fait ses débuts contre la France au Kings Park Stadium en 1967 et marque onze points pour ses débuts. Son dernier test a lieu en 1970 contre le pays de Galles au Kings Park Stadium. Il a également participé à quinze matchs de tournée et a marqué 54 points, dont deux essais, quinze transformations et six pénalités.
De Villiers meurt le 20 février 2022 à l'âge de 76 ans.